# British Home Championship 1983-1984
Navigation
Édition précédente
Le British Home Championship 1983-1984 est la 87e et dernière saison du British Home Championship, une compétition de football regroupant les nations constitutives du Royaume-Uni, l'Angleterre, l'Écosse, l'Irlande du Nord et le pays de Galles. 

## Organisation
Chaque équipe rencontre les trois autres. Les matchs sont disputés dans le stade choisi par la nation qui s'est déplacée lors de leur dernière opposition. Une victoire fait gagner deux points, un match nul, un.

## Compétition

### Classement
| Rang | Équipe          | Pts | J | G | N | P | Bp | Bc | Diff |
| ---- | --------------- | --- | - | - | - | - | -- | -- | ---- |
| 1    | Irlande du Nord | 3   | 3 | 1 | 1 | 1 | 3  | 2  | +1   |
| 2    | Pays de Galles  | 3   | 3 | 1 | 1 | 1 | 3  | 3  | 0    |
| 3    | Angleterre      | 3   | 3 | 1 | 1 | 1 | 2  | 2  | 0    |
| 4    | Écosse          | 3   | 3 | 1 | 1 | 1 | 3  | 4  | -1   |

### Matchs
| 13 décembre 1983 | Irlande du Nord             | 2-0 | Écosse | Windsor Park, Belfast |
|                  | Whiteside 17e · McIlroy 56e |     |        |                       |

| 28 février 1984 | Écosse                           | 2-1 | Pays de Galles | Hampden Park, Glasgow |  |
|                 | Cooper 37e (pen.) · Johnston 78e |     | James 47e      |                       |  |

| 4 avril 1984 | Angleterre   | 1-0 | Irlande du Nord | Stade de Wemble, Londres |
|              | Woodcock 19e |     |                 |                          |

| 2 mai 1984 | Pays de Galles | 1-0 | Angleterre | Racecourse Ground, Wrexham |
|            | Hughes 17e     |     |            |                            |

| 22 mai 1984 | Pays de Galles | 1-1 | Irlande du Nord | Vetch Field, Swansea |  |
|             | Hughes 51e     |     | Armstrong 73e   |                      |  |

| 26 mai 1984 | Écosse     | 1-1 | Angleterre   | Hampden Park, Glasgow |  |
|             | McGhee 12e |     | Woodcock 19e |                       |  |